# Vigilância natural
A vigilância natural é o fenómeno pelo qual as pessoas podem guardar os espaços de maneira passiva ao potenciar os comportamentos cívicos com sua mera presença. O termo é especialmente utilizado nos modelos de prevenção da delinquência através do urbanismo baseados na capacidade de influir nas decisões de potenciais delinquentes. A investigação sobre o comportamento criminal demonstra que a decisão de cometer um crime ou não está mais influenciada pelo risco percebido de ser capturado que pela recompensa ou a facilidade do realizar.
A vigilância natural limita as oportunidades de cometer crimes ao aumentar a sensação de que as pessoas se podem ver mutuamente. A vigilância natural pode-se potenciar mediante um desenho urbano que maximize a visibilidade e que fomente as interacções sociais. Desta maneira, os delinquentes potenciais sentem um maior escrutinio e percebem menores rotas de escape.
Jane Jacobs, urbanista estadunidense e autora de Morte e Vida de Grandes Cidades, referia-se à vigilância natural como "olhos na rua". Em seu estudo sobre o Greenwich Village de Nova Iorque, examinou como à medida que as pessoas se movem por um área podem observar o que está acontecendo ao seu redor, sempre que a zona esteja aberta e bem alumiada. Assim, apoiar uma diversidade de usos dentro de um espaço público é altamente efectivo para atrair a diferentes tipos de pessoas para atividades díspares ao longo de todo o dia.
Outras formas de promover a vigilância natural incluem a eliminação de elementos que impeçam a visibilidade, a iluminação pública ou o desenho de ruas pedonais, pois os automóveis geram lugares de esconderijo além de que as pessoas dentro e fora deles podem se sentir mutuamente inseguras pela falta recíproca de percepção de suas acções.
Ademais, o desenho de edifícios pode incluir caraterísticas que maximizam a vigilância natural, como aumentar a visibilidade das pessoas nas entradas dos imóveis e áreas de estacionamento, a geração de janelas para o exterior, que permitem a observação da rua ou a inclusão de lojas em edifícios residenciais que aumentam a presença de pessoas nos espaços públicos.